# Abdou Aziz Fall
Pour les articles homonymes, voir Fall.
Abdou Aziz Fall, né le 20 février 2007 à Mbour (Sénégal), est un footballeur sénégalais qui joue au poste de milieu relayeur à Fenerbahçe SK.

## Biographie
Abdou Aziz Fall est un footballeur international sénégalais né le 20 février 2007 à Mbour.

### Carrière en club
Abdou Aziz Fall a commencé à jouer au football comme bon nombre de jeunes joueurs sénégalais dans les rues. Par la suite, il intègre l'équipe de Keur Madior FC où il évolue avec l'académie.
Après un retour glorieux à la coupe d'Afrique des nations U17 2023, Abdou Aziz Fall continue d'évoluer avec le centre de formation de Keur Madior FC pour préparer la coupe du monde U17 2023. Malheureusement, une blessure lui privé une participation à la coupe du monde U17 avec l'équipe nationale du Sénégal dès moins de 17 ans en Indonésie.
En février 2025, Abdou Aziz Fall quitte son club formateur, le Keur Madior FC pour rejoindre l'Essamaye FC, club de football de Ziguinchor nouvellement promu en Ligue 2.
Abdou Aziz Fall rejoint le championnat turque en juillet 2025 en provenance d'Essamaye FC en s'engageant avec le Fenerbahçe SK pour un contrat de 5 ans.

### Carrière en équipe nationale
En avril 2023, Abdou Aziz Fall fait partie des joueurs sélectionnés pour prendre part à la coupe d'Afrique des nations U17 en Algérie. Il réalise de belles performances avec l'équipe nationale du Sénégal en marquant deux buts lors du tournoi et figure dans l'équipe type finale. Abdou Aziz Fall et ses coéquipiers finissent par remporter la compétition et deviennent champions d'Afrique des moins de 17 ans.

## Palmarès

### En sélection
Sénégal -17 ans
- Coupe d'Afrique des nations -17 ans :
  - Vainqueur : 2023.

### Distinctions individuelles
- Dans l'équipe type de la CAN U17 2023